# Detrito Federal
Detrito Federal (um trocadilho com Distrito Federal) é uma banda de punk rock formada em 1983, na cidade de Brasília.

## História

### Início
A banda foi formada pelo baterista Paulo Cesar Cascão (Ratos de Brasília), o vocalista Alex "Podrão" e Bosco, ex-integrantes da banda Derrame Cerebral, e contava também com Mila Menezes no baixo.
Por muito tempo ensaiou no Teatro de Bolso Rolla Pedra, onde passaram as bandas Legião Urbana, Plebe Rude, Capital Inicial e Dentes Kentes, entre outras, pois Cascão era técnico de som do teatro..
Em 1985, participaram da coletânea independente Rumores do selo Sebo do Disco, com as bandas Finis Africae, Elite Sofisticada e Escola de Escândalos, sendo a única banda punk da coletânea com as músicas "Fim de Semana" de Bosco e Cascão e "Desempregado" da banda Ratos de Brasília. Foram lançadas 1.000 cópias dessa coletânea.
Ainda em 1985, Mila deixa a banda junto com Bosco, sendo substituídos por Will Pontes e Paulinho. O grupo consegue maior projeção nacional quando a Rede Globo os convida a participar do extinto programa Mixto Quente, em janeiro de 1986. Alguns anos mais tarde, Mila monta a banda Volkana, mais voltada para o thrash metal, que chega a abrir para a banda alemã Kreator na sua turnê brasileira.

### A fase new wave
No início de 1986, um racha na banda leva Podrão a se desligar do grupo, montando com Bosco o BSB-H e acusando os antigos companheiros de se venderem para o sistema e trair a ideologia punk. Decidido a refazer o grupo, o baterista Cascão decide assumir os vocais e Luciano Dobal assume a bateria. Paulinho também deixa a banda, assumindo o baixo Milton Medeiros. Nessa época, o Detrito abre mão das posturas mais radicais, deixa de lado a atitude e o visual punks, e muda seu som para new wave.
No início de 1987, a banda muda mais uma vez de formação, com Cascão e Milton Medeiros, e os novos integrantes Si Young e Débora Darwich e Mauro Manzolli. No mesmo ano, a banda fecha contrato com a Polygram e grava o álbum Vítimas do Milagre, produzido por Charles Gavin. O disco vendeu 40 mil cópias e tocaram em diversos programas de televisão tais como Xuxa, Perdidos na Noite, Clube do Bolinha, Jô Soares, entre outros.
Com a saída de Si Young (que mudou seu nome para Syang e foi formar o P.U.S.), a banda foi demitida pela gravadora e teve que retornar à Brasília. Milton ficou no Rio de Janeiro como roadie do Finis Africae. Desde então, vários músicos passaram pela banda, como Tom Capone (produtor musical) e Ricardinho (ambos "emprestados" pelo Peter Perfeito), substituto de Débora, que foi morar nos EUA.
Entre 1989 e 1990, o Detrito chegou a contar com o baixista Pedro Hiena (ex-Arte no Escuro) e o baterista Balé (ex-Escola de Escândalo), além do guitarrista Rômulo Jr. Nessa época, ganharam de presente de Renato Russo uma letra, depois batizada como "Fábrica 2", nunca gravado oficialmente.
Com a volta de Débora e com as saídas de Balé e Pedro Hiena, que foram morar no exterior, Paulo Delegado (do BSB-H) assumiu o baixo. Em 1995, entra Victor Babu como segundo guitarrista. Tocaram em 1997 no festival Abril Pro Rock, em Recife, com a participação do guitarrista Luís Asp. Nesse mesmo ano, tentaram gravar um novo disco, mas só conseguiram incluir a música "Ninguém Ajuda Ninguém" na coletânea Cult 22, do programa homônimo da Rádio Cultura FM.
Em 1998, fizeram dois shows, um no Teatro Garagem do SESC e outro em um extinto bar da Asa Norte com a banda Filhos de Menguele. Logo após esses shows, a banda acabou e Cascão assumiu a carreira de DJ com o nome de PC Cascão.

### A volta às raízes
A banda retornou em 2001, fazendo punk rock novamente, com Bosco e Alex "Podrão" da primeira formação. Participaram da edição de 2001 do festival Abril Pro Rock. No festival Porão do Rock, em Brasília onde houve "duas" bandas Detrito Federal: Uma de Bosco e Podrão tocando as músicas da formação original e músicas novas, e outra de Cascão com o nome de Desempregados tocando músicas do início da formação e músicas novas, o que gerou muita polêmica e discussão. Os fatos que geraram polêmica foram o fato de Cascão não poder tocar usando o nome Detrito Federal (um ex-baixista registrou o nome) e as duas bandas terem tocado a música "Desempregado" nos seus shows.
Após esse incidente, Cascão abandonou definitivamente a música, e Bosco e Podrão seguiram com a banda, lançando em 2002, o EP Guerra, Guerrilha, Revolução, com quatro músicas novas e regravações das músicas "Desempregado", "Se o Tempo Voltasse" e "Fim de Semana".
Em 2005, gravaram o álbum 1983, nome relembrando o ano de criação da banda, e fazendo referência às origens e a volta ao punk rock, som original da banda. Hoje em dia a banda ainda continua na ativa com Alex "Podrão" nos vocais, Bosco na guitarra, Marcus Guerra na Bateria e BiL no baixo, e está com planos de lançamento de um novo álbum.
Em 2023, lançam o álbum Eu Ainda Uso Coturno.

## Discografia

### Álbuns
- Vítimas do Milagre (LP, 1987, PolyGram)
- Guerra, Guerrilha, Revolução (7" EP, 2002)
- 1983 (CD, 2005, Devil Discos)
- Eu Ainda Uso Coturno (2023)

### Compilações
- Rumores (LP, 1985, Sebo do Disco)
- Cult 22 (CD, 1997)